# 布若克
49°53′45″N 24°49′27″E / 49.89583°N 24.82417°E
布若克（烏克蘭語：Бужок），是烏克蘭西部的村莊，隸屬利維夫州的佐洛奇夫區。該村距離奥莱斯科14.5公里，面積1.22平方公里，海拔高度239米，2001年人口529。